# I3D.net
I3D.net is een managed hostingprovider die GaaS en IaaS-diensten levert als dedicated servers, colocatie en cloudservers. De hostingprovider is gespecialiseerd in de computergame-markt en beheert een wereldwijd netwerk van servers voor onder andere pc-, Xbox-, Wii- en PlayStation-games. Het bedrijf host naast de servers ook de wereldwijde infrastructuur voor diverse games van Electronic Arts, Ubisoft, Discord, THQ en id Software. Op 30 november 2018 maakte het bedrijf bekend over te worden genomen door de Franse speluitgever Ubisoft Entertainment.

## Bedrijf
I3D.net is in 2002 opgericht in Rotterdam en beheert ongeveer 20.000 servers in 63 locaties wereldwijd. Het is een van de snelst groeiende technologiebedrijven in Nederland. De onderneming is tussen 2010 en 2016 opgenomen in de Deloitte Technology Fast50 en heeft een jaarlijkse omzetgroei van meer dan 40%. In 2012, 2021, 2022 en 2023 won het bedrijf de Gouden Gazelle Award, de prijs die Het Financieele Dagblad toekent aan de snelst groeiende bedrijven. Het datacenter in Rotterdam is door Agentschap NL genoemd in een studie over duurzame ondernemingen. Naast de Amsterdam Internet Exchange, is i3D.net een van de Nederlandse bedrijven die een internationaal internet netwerk heeft gebouwd op 6 continenten. De laatste jaren ontwikkelt i3D.net diverse nieuwe locaties in het Midden-Oosten, Afrika, Rusland en Zuid-Amerika  en breid het zich uit naar andere marktsegmenten zoals (multi)media en voice.

## Technologie
De onderneming ontwikkelt sinds 2005 software om gameservers te beheren en levert hierbij ook de cloudservers, dedicated servers en netwerken. De software stelt een uitgever of ontwikkelaar in staat om een game cross-platform uit te brengen volgens een vooraf bepaalde planning en houdt rekening met sterke onverwachte aanwas in gebruikers. Doordat de software automatisch meer servercapaciteit bijschakelt, kan de uitgever inspelen op een verkoopsucces zonder grote investeringen te doen in de onderliggende infrastructuur. Hiermee is de software vergelijkbaar met 'cloud orchestration' software zoals Amazon GameLift and Microsoft Playfab. 
De software draait cross-platform op de Nintendo Wii, Sony PlayStation, Microsoft Xbox en pc.
Een van de andere softwareproducten van i3D.net: FairFight is uniek vanwege zijn server-side anti-cheat. Veel andere anti-cheat programma's draaien op de computer van de eindgebruiker. 

## Infrastructuur
De fysieke infrastructuur is ongeveer 20.000 servers groot. Een belangrijk deel daarvan staat in het 3500 m² grote datacenter Smartdc te Rotterdam, met serverclusters in onder andere Amsterdam, Frankfurt, Londen, Warschau, Moskou, Miami, Washington, Dallas, Los Angeles, Dubai, Johannesburg, São Paulo, Tokio, Hongkong, Singapore en Sydney. In deze locaties wordt gebruik gemaakt van een speciale gateway naar de Xbox Live-online speldienst van Microsoft. Het netwerk koppelt met internetproviders op de grootste internetknooppunten, waaronder de AMS-IX, DE-CIX, PTT Sao Paulo, NL-ix en LINX. Doel hiervan is een zo kort mogelijke verbinding te realiseren tussen de servers en de speler. Deze korte afstanden en snelle directe verbindingen zijn van belang om de responstijden zo laag mogelijk te houden in multiplayer-games op de spelplatformen.

## Overname door Ubisoft
Op 30 november 2018 hebben Ubisoft en i3D.net bekendgemaakt dat Ubisoft i3D.net zal overnemen. i3D.net blijft haar diensten ook aan andere speluitgevers als Electronic Arts en Zenimax leveren. Onder de vlag van Ubisoft zal een verdere groei van de wereldwijde dekking volgen en zullen Ubisoft spellen gebruik kunnen gaan maken van de dienstverlening van het bedrijf.